# 拉格比 (英國國會選區)

選區在沃里克郡的位置

拉格比（英語：Rugby），英國國會一郡選區，包括西密德蘭沃里克郡拉格比區和紐尼頓-貝德沃思一部。
設於1885年，1983年撤銷，2010年恢復。本區除了1940至1970年代由工黨控制外，一直支持保守黨。2010年大選，保守黨的馬克·柏賽以44.0%選票首次當選。